# SP-36
A SP-36 é uma rodovia radial do estado de São Paulo, administrada na maior parte do trecho pelo Departamento de Estradas de Rodagem do Estado de São Paulo (DER-SP).

## Denominações
Recebe as seguintes denominações em seu trajeto:
Nome:	Vereador Francisco de Almeida
- De - até:	Nazaré Paulista - BR-116 (Via Dutra)
- Legislação:Lei 12.144 de 08/12/05[3]

Nome:	Jan Antonin Bata
- De - até:	Piracaia - SP-65
- Legislação:DEC. 20.078 DE 06/12/82

Nome:	José Augusto Freire
- De - até:	Piracaia - Joanópolis
- Legislação:LEI 4.013 DE 11/05/84

## Descrição
Principais pontos de passagem: SP 060 (Cumbica) - Nazaré Paulista - Piracaia - Joanópolis

### Trechos

#### Rodovia Ver. Francisco de Almeida

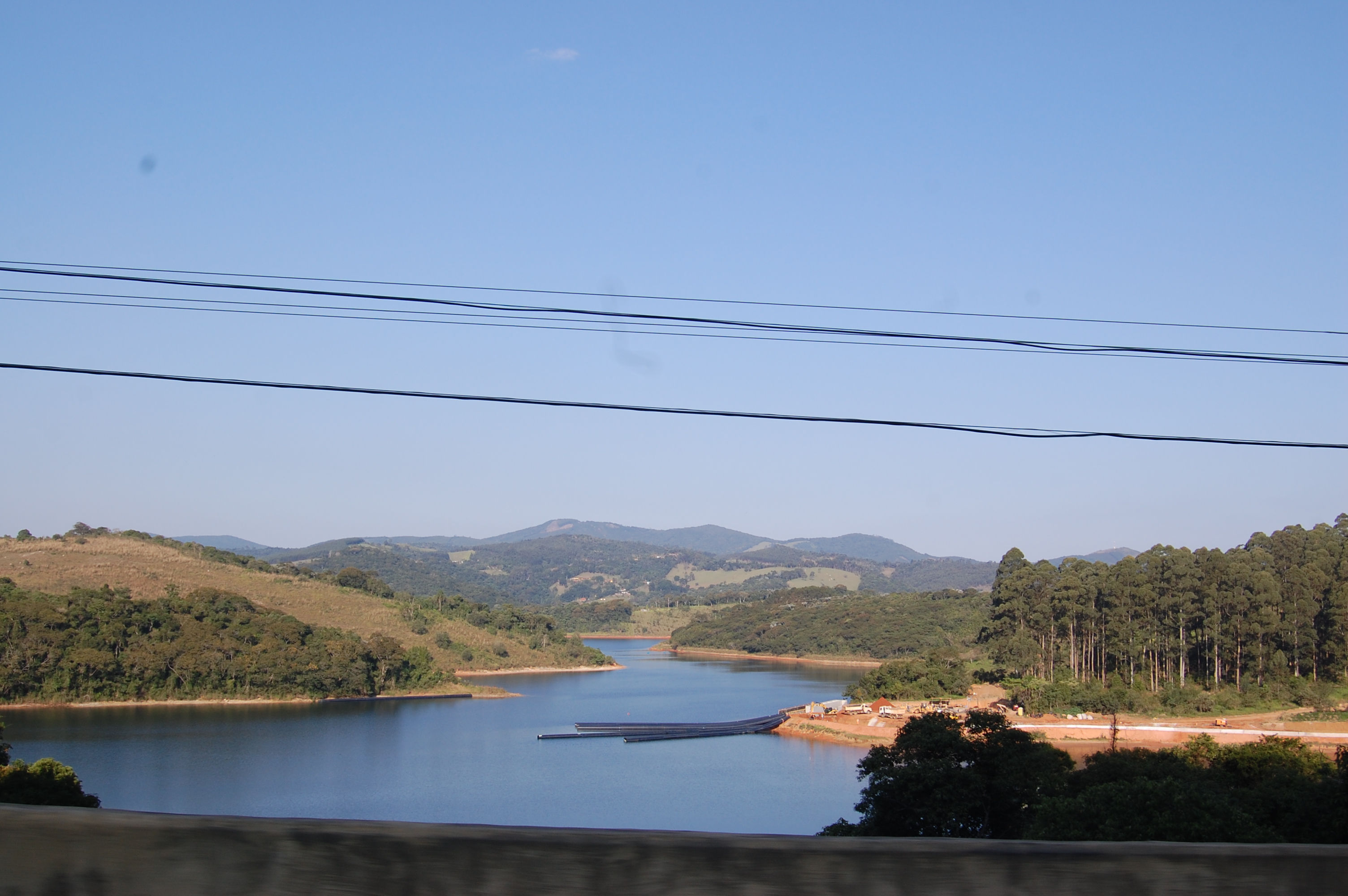
Represa Atibainha vista da SP-36.

A Rodovia Vereador Francisco de Almeida (mais comumente denominada Estrada Guarulhos-Nazaré Paulista) é o trecho da SP-36 que liga os municípios de Guarulhos, na Região Metropolitana de São Paulo, a partir da região do São João até a cidade de Nazaré Paulista, no entroncamento com a Rodovia Dom Pedro I (SP-065). A rodovia conta com pista duplicada entre os quilômetros 21,100 e 24,500 e com pista simples entre os quilômetros 24,500 e 39,450. É administrada pela Prefeitura de Guarulhos entre os quilômetros 21,100 e 33,300 - intervalo pelo qual a rodovia corta o perímetro urbano - e pelo Departamento de Estradas de Rodagem do Estado de São Paulo DER/SP entre os quilômetros 33,300 e 39,450.
Possui tráfego leve exceto em seu trecho no perímetro urbano, haja vista seu intenso uso pelo transporte coletivo alimentador e estrutural, caminhões carregados de minérios da PauPedra e veículos com destino à suas residências ou aos clubes, sítios e chácaras localizados em Nazaré Paulista. 
Por se tratar de uma via arterial com pista simples ou dupla, pode-se desenvolver nela 50 ou 60 Km/h. Recomenda-se a velocidade de 50 Km/h, levando em consideração o trânsito de pessoas no perímetro urbano e os maquinários pesados - utilizados nas obras do Rodoanel Mário Covas - Trecho Norte e do Ferroanel - Trecho Norte. Ambos os projetos, quando entregues, passarão por cima da rodovia, à altura do número 2380, através de viadutos.
Seu trecho urbano e com pista duplicada conta com um canteiro central largo dotado de uma ciclovia. A população local utiliza esse espaço para o lazer, principalmente aos fins de semana. Neste trecho também circulam, conforme dito anteriormente, ônibus municipais de linhas estruturais - que dão acesso à região central da cidade - e linhas alimentadoras - que ligam os bairros ao redor da estrada ao Terminal Urbano Jardim São João.   
Possui intersecção com a Rodovia Presidente Dutra), no quilômetro 221, com a Rodovia Ayrton Senna (SP-070), no quilômetro 22, e com as Estradas Municipais Albino Martello e Ari Jorge Zeitune. Possuía interseção com a Rodovia Hélio Smidt (SP-019) por meio de estrada municipal pavimentada. Após a concessão do aeroporto à iniciativa privada, a ponte foi fechada e a intersecção foi, consequentemente, bloqueada. 
Legislação
Com a publicação das ementas de números 2.541/1973, 6.245/1975, 8,085/1976 e 15.706/1980, autorizando a desapropriação das terras e benfeitorias na área descrita, tem início a construção da rodovia estadual, pelo DER-SP, que antes não passava de uma estrada de chão-batido, visando facilitar o acesso as grandes vias que levavam à capital paulista.
Em 1988, o então deputado federal, Luiz Francisco da Silva redige a ementa 6.095 que dá o nome de "Juvenal Ponciano de Camargo" ao trecho da rodovia entre Nazaré Paulista e a Rodovia Presidente Dutra. Com o advento do projeto do Aeroporto Internacional de Cumbica "[...] os imóveis e respectivas benfeitorias, [...], situados no município de Guarulhos, a margem esquerda da Estrada que vai de Guarulhos a Nazaré Paulista, na Cidade Jardim Cumbica, necessários a Secretaria dos Transportes e destinados á implantação do futuro Aeroporto de Guarulhos [...]"
Com a publicação desta emenda, a rodovia foi dividida em dois trechos e perdeu boa parte de sua área original. O primeiro trecho (que iniciava-se na Rodovia Presidente Dutra e passou a terminar nos muros da Base Aérea de São Paulo e do Aeroporto), atualmente alguns logradouros municipais substituíram a parte da estrada desapropriada -  Avenida José Brumatti, Rua Bela Vista do Paraíso, Avenida Papa João Paulo I, Rua Brigadeiro Mário Perdigão e Avenida Santos Dumont - de tal forma que, a rodovia contorna os limites do Aeroporto. O segundo trecho (que passou a iniciar-se no muro do fundo do Aeroporto, onde hoje localiza-se o Terminal Urbano do Jardim São João e terminando em Nazaré Paulista) é o trecho da rodovia que permanece com traçado original.
O deputado estadual Eli Corrêa Filho, por meio da ementa aprovada número 12.144/2005, altera o texto da ementa aprovada em 1988 e a rodovia é nomeada "Vereador Francisco de Almeida". Descontente com a aprovação, a vereadora Rosa Maria Ramos de Martinez Terra - PMDB, do município de Nazaré Paulista, por meio da Moção de Protesto 001/2006, protestou contra a Assembleia Legislativa do Estado de São Paulo pela aprovação de tal emenda.[carece de fontes?]

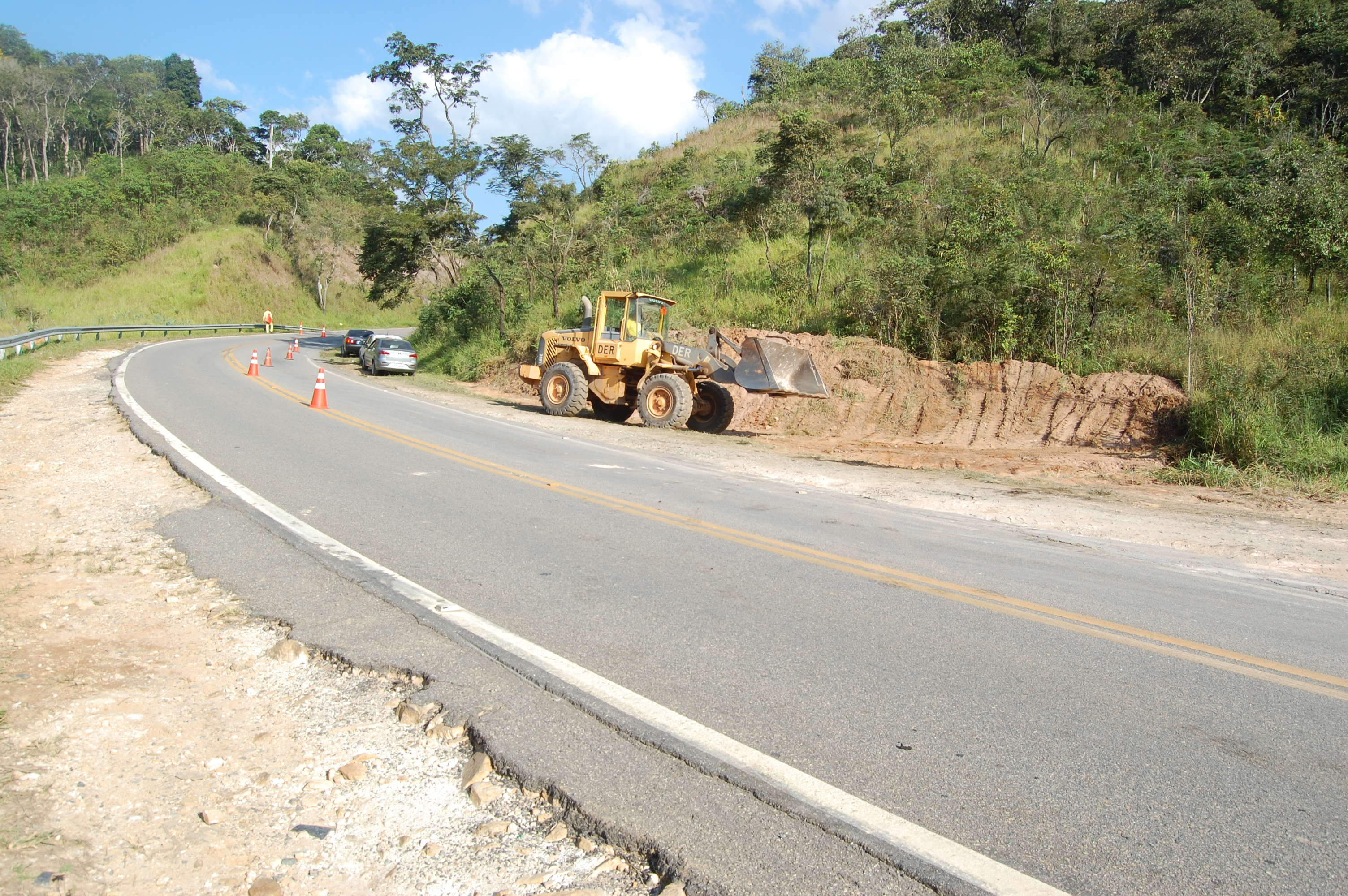
Trecho da SP-36 em Nazaré Paulista.

Concessionárias e serviços
O Departamento de Estradas de Rodagem da Secretaria de Logística e Transportes do Estado de São Paulo tem jurisdição sob a rodovia entre os quilômetros 33,300 e 39,450. A Prefeitura de Guarulhos, por meio da Proguaru e das secretarias de obras, serviços públicos e  transportes e trânsito, gere a rodovia entre os quilômetros 21,100 e 33,300. 
As concessionárias não oferecem serviços como Unidade(s) Básica(s) de Atendimento, posto(s) de policiamento, câmera(s) online, radar(es), pátio(s), balança(s) ou pedágio(s) para os usuários da rodovia. A falta de investimentos em conservação e revitalização e o tráfego de veículos pesados, faz com que a mesma adquira um pavimento em mau estado e com deformação plástica significativa.
Apresenta sinalização viária horizontal e vertical precárias e, em alguns trechos, ausentes. No perímetro urbano perde as características de rodovia estadual e toma forma de grande via municipal. Em 2019 a Prefeitura de Guarulhos removeu moradias e comércios que tinham se instalado na faixa de servidão da rodovia, bem como investiu em obras de iluminação, drenagem e tapa buraco.

## Características

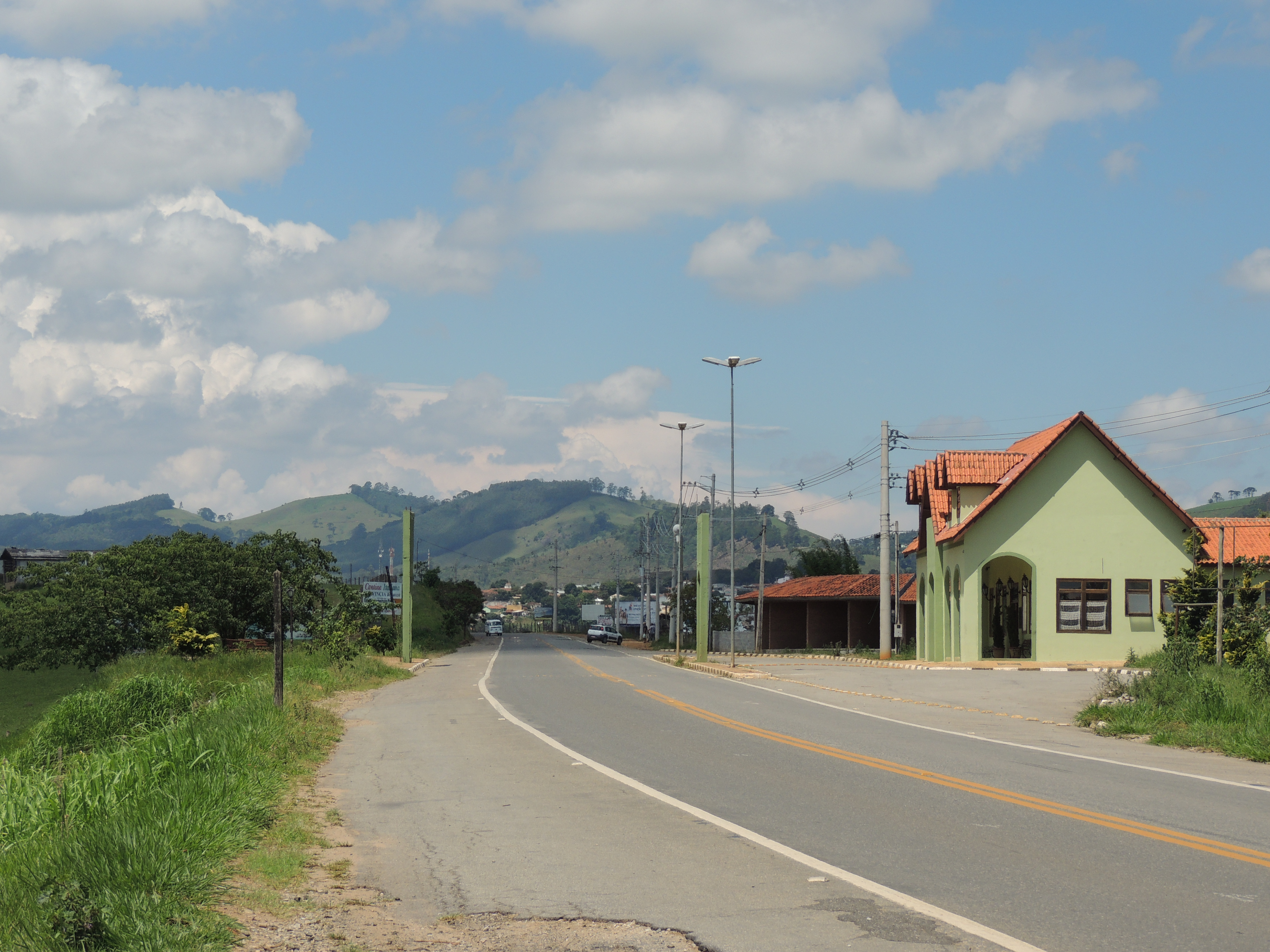
Trecho da SP-36 em Joanópolis.

### Extensão
- Km Inicial: 21,100
- Km Final: 116,114

### Localidades atendidas
- Guarulhos
- Mairiporã
- Nazaré Paulista
- Bom Jesus dos Perdões
- Batatuba
- Piracaia
- Joanópolis